# Wattens
Wattens är en ort och kommun i förbundslandet Tyrolen i Österrike. Kommunen har 8 113 invånare (2024), på en yta av 10,84 km². Orten ligger vid floden Inn, cirka 15 kilometer öster om centrala Innsbruck.
Wattens är känt som huvudsäte för företaget Swarovski och Swarco. Swarco är ett multinationellt företag som är specialiserat på trafikledning inom och utanför städer. Till företagets produkter hör bland annat produktion, leverans och skötsel av trafiksignaler samt deras styrning.
Orten nämns år 930 för första gången i en urkund. 1559 grundades här norra Tyrolens första massa- och pappersbruk (Wattenspapier). Pappersbruket producerar cigarettpapper som till 97 procent exporteras till cirka 90 stater. Ett annat ekonomiskt uppsving ägde rum 1895 efter Swarovskis etablering i Wattens.
Orten är ansluten till motorvägen A12 och olika landsvägar. Den närmaste järnvägsstationen Fritzens-Wattens, ligger norr om floden Inn i Fritzens.
Wattens museum visar föremål om regionens forntid samt om industrihistoria. Dessutom finns ett museum för skrivmaskiner.